# Ван Яні
Ван Яні (китайською: 王亚妮; піньїнь: Wáng Yànī; нар. 1975) — китайська художниця.

## Біографія
Почала малювати у віці двох з половиною років. Її роботи були вперше виставлені в Китаї, коли їй було чотири, а у віці восьми років її малюнок з'явився на поштовій марці. У 14 років вона провела персональну виставку в музеї в Лондоні, а згодом — у Музеї Артура М. Саклера при Смітсонівському інституті, що була організована Музеєм мистецтв Нельсона-Аткінса в Канзас-Сіті, Міссурі. На виставці у Саклері було представлено її малюнок, зроблений у віці трьох років під назвою «Кошеня».
До 16 років про Ван Яні було написано шість книг. У них розповідалося про маленьку дівчинку, яка любила малювати мавп, бабуїнів і котів, і виросла у всесвітньо відому юну художницю, яка малювала птахів і квіти під поглядами кураторів Смітсонівського інституту.
У підлітковому віці Ван Яні виставлялася в Німеччині та захопилася цією країною. Вона вивчала німецьку мову і отримала стипендію на навчання в Академії образотворчих мистецтв у Мюнхені у 1996 році. З того часу вона провела численні виставки в Німеччині, включно з експозицією в галереї Jaspers.

## Особисте життя
Вона одружена з фотографом Ву Мінь-аном.